# Nicholson Regio
La Nicholson Regio è una struttura geologica della superficie di Ganimede.